# Friedhof Griesheim (Darmstadt-Dieburg)
Der Friedhof Griesheim im Friedhofsweg 10 ist ein teilweise denkmalgeschützter Friedhof in Griesheim.

## Geschichte und Beschreibung
Der Friedhof wurde im Jahre 1903 angelegt.
Das Friedhofsareal am Nordrand von Griesheim ist ca. 350 m lang und ca. 150 m breit.
Die Fläche beträgt ca. 4,2 ha.
In der Südwestecke steht die moderne Trauerhalle.

## Denkmalgeschützte Grabmäler
Auf dem vorderen Teil des Friedhofs befindet sich das fast vollständige bildhauerische Œuvre des Griesheimer Künstlers Daniel Dell (1869–1941).
Die 55 erhalten gebliebenen Grabmäler stammen aus der Zeit zwischen den Jahren 1905 und 1920.
Diese Grabmäler bestehen aus verschiedenen Steinmaterialien.
Stilistisch zeigt sich eine Vielfalt von historisierenden und Jugendstilformen.
Die Grabmäler sind alle signiert und befinden sich vorwiegend entlang der Friedhofsmauer.
Das bildhauerische Werk von Daniel Dell wurde stark vom Jugendstil der Künstlerkolonie in Darmstadt beeinflusst.
Wahrscheinlich hat Dell auf der Darmstädter Mathildenhöhe mitgearbeitet.

## Denkmalschutz
Aus künstlerischen und stadtgeschichtlichen Gründen stehen die Grabmäler von Daniel Dell unter Denkmalschutz.